# نشان ملی بلاروس
نشان ملی جمهوری بلاروس پس از همه‌پرسی ۱۹۹۵ میلادی در بلاروس جایگزین نشان باستانی پاهونیا شد که پس از کسب استقلال از روسیه به‌مدت چهار سال به‌عنوان نماد این کشور برگزیده شده بود. نشان ملی این کشور بسیار تأثیر پذیرفته از نشان رسمی جمهوری سوسیالیستی بلاروس شوروی می‌باشد. تنها رنگ روبان آن از سراسر قرمز به قرمز و سبز تغییر یافته که این رنگ‌ها از پرچم این کشور نشات می‌گیرند، به جای چکش و داس طراحی نقشه این کشور جایگزین شده و شعارهای کمونیستی روی روبان‌ها به علاوه مخفف عبارت جمهوری سوسیالیستی بلاروس شوروی حذف و عبارت بلاروسی Рэспублiка Беларусь (جمهوری بلاروس) جایگزین آن شده‌است.

## نگارخانه

نشان رسمی جمهوری بلاروس (۱۹۹۱-۱۹۹۵)
نشان رسمی جمهوری سوسیالیستی بلاروس شوروی